# 北京站西街
39°54′11″N 116°25′04″E / 39.90293°N 116.41775°E
北京站西街是位于中国北京市东城区中部的一条大街。

## 简介
北京站西街东起北京站街，向西折向西南到崇文门，和崇文门西大街交汇。该街是1958年为修建北京火车站而扩建的一条道路。因位于北京站西侧，1981年定名为“北京站西街”。如今，北京站西街已发展成一条较繁华的商业街。